# Free Spirit (Lied)
Free Spirit ist ein Disstrack des deutschen Rappers Shindy, der sich gegen Kollegah richtet. Er erschien am 22. Juni 2023 über das Label Sony Music Entertainment.

## Hintergrund
Am 7. Mai 2023 veröffentlichte Kollegah im Rahmen der Promophase zu seinem Album La Deutsche Vita das Lied In seiner Blüte. Darin stichelte er gegen Shindy und warf ihm unter anderem vor, der Titel seines Albums In meiner Blüte sei falsch gewählt, da seine aktuelle Musik schlechter sei als seine früheren Werke. Zudem parodierte er Shindy in einem Video seines YouTube-Formats Mitten im Bosslife. Gleichzeitig betonte er jedoch, dass In seiner Blüte nicht als Disstrack zu verstehen ist, sondern sportlich gemeint sei.
Shindy ließ den Song von Kollegah zunächst unbeantwortet. Nachdem Mitte Juni 2023 sein Album In meiner Blüte erschienen war, veröffentlichte er ohne vorherige Ankündigung am 22. Juni die Single Free Spirit als Reaktion auf die Sticheleien Kollegahs. Der Songtitel spielt dabei auf den Titel des im Vorjahr erschienenen Kollegah-Albums Free Spirit an.

## Musik und Inhalt
Free Spirit hat ein Tempo von 88 Schlägen pro Minute. Der Disstrack beinhaltet zahlreiche Angriffe gegen Kollegah, so wirft Shindy ihm unter anderem vor, unauthentisch zu sein. Zudem behauptet er, dass Kollegah für das Schreiben seiner Texte die Hilfe von Ghostwritern in Anspruch nehme, womit er sich auf entsprechende Vorwürfe bezieht, die im Jahr 2022 veröffentlicht wurden. In den wohl kontroversesten Textzeilen des Disstracks wird Kollegahs Mutter von Shindy als „Ausländer-Nutte“ und sein algerischer Stiefvater als „Asylant“ bezeichnet. Des Weiteren werden auf dem Disstrack auch die Rapper Farid Bang, Fler sowie Jaysus gedisst.
Die Härte des Disstracks übersteigt das Niveau der Sticheleien auf Kollegahs Lied In seiner Blüte bei Weitem. Dies lässt darauf schließen, dass Free Spirit auch eine Antwort auf bereits früher geäußerte Disses von Kollegah darstellt. Bereits auf dem 2017 erschienenen Kollaboalbum Jung, brutal, gutaussehend 3 sowie dem Nachfolger Platin war gestern griffen Kollegah und Farid Bang Shindy auf mehreren Tracks verbal an. Auf diesen Umstand bezieht sich Shindy auch mit der Line „Ihr hängt seit mittlerweile sechs Jahr'n an mei'm Schwanz“. In einem Interview Ende 2023 bestätige Shindy, dass er seit Längerem geplant hatte, einen Disstrack gegen Kollegah und Farid Bang zu veröffentlichen, da er deren Angriffe nicht „auf sich sitzen lassen“ wollte.

## Rezeption
Kollegah reagierte einige Tage nach der Veröffentlichung von Free Spirit in einem Interview auf den Disstrack und gab dabei an, die persönlichen Zeilen gegen seine Mutter verkraften zu können und sich darüber zu freuen, Shindy aus der Reserve gelockt zu haben. Dennoch kam es in den folgenden Monaten zu weiteren Sticheleien und Beleidigungen seitens Kollegah, unter anderem in seinen Gastparts auf den Songs Dead Presidents von Asche sowie Freitag der 13. von Farid Bang. Farid Bang richtete zudem auf seinem im Oktober 2023 erschienen Album Asphalt Massaka 4 zahlreiche Diss-Lines gegen Shindy.

### Rezensionen
Fridolin Achten vom musikjournalistischen Format Puls Musik bezeichnet Free Spirit als „sprachlich erste Liga“ und nimmt den Disstrack im Vergleich zu Shindys kurz zuvor erschienenem Album In meiner Blüte als wichtigeres Release wahr.
Das Hip-Hop-Magazin MZEE attestiert Free Spirit sowie dem daraus hervorgehenden Konflikt mit Kollegah einen hohen Unterhaltungswert. Durch den Diss trete Shindy einen „großen Schritt hinter dem Schutzschild bestehend aus eher inhaltsleerer, aber dafür formvollendeter Musik hervor“, wobei die „verzweifelten Grenzüberschreitungen Shindys den Spaß am gesamten Austausch ein Stück weit zerstören“.

### Chartplatzierungen
Free Spirit stieg in der ersten Woche nach der Veröffentlichung auf Platz 12 in die deutschen Singlecharts ein. Auch in Österreich und der Schweiz erreichte das Lied die Singlecharts. Damit erreichte der Song die bis dato höchste Platzierung eines Disstracks in den deutschen Singlecharts. Diesen Rekord musste Shindy jedoch bereits im September 2023 an den Disstrack Dark Knight von Bushido abtreten, der auf Position acht chartete.
| ChartsChartplatzierungen | Höchstplatzierung | Wochen |
| ------------------------ | ----------------- | ------ |
| Deutschland (GfK)        | 12 (2 Wo.)        | 2      |
| Österreich (Ö3)          | 29 (1 Wo.)        | 1      |
| Schweiz (IFPI)           | 13 (1 Wo.)        | 1      |